# Per Oscar Gustav Dahlberg
Per Oscar Gustav Dahlberg (ur. 7 lipca 1953 w Torshälla) – szwedzki grafik, zamieszkały w Sopocie i w Paryżu.

## Życiorys
W latach 1974–1975 studiował w Eskilstunie w Szwecji. Następnie przez 3 lata studiował grafikę na University of Cambridge, a przez kolejne 6 lat w Royal College of Art w Londynie, gdzie uzyskał stopień doktora.
Zajmuje się grafiką, rzeźbą, malowaniem tkanin, inscenizacją pokazów audiowizualnych, produkcją filmów reklamowych i animacji. Jego rysunki architektoniczne stały się jednym ze źródeł inspiracji dla projektantów Krzywego Domku w Sopocie przy ul. Bohaterów Monte Cassino 53.